# Lettres mêlées
Les Lettres mêlées de Tristan L'Hermite forment un recueil, publié en 1642, composé de 7 épîtres dédicatoires — celles que Tristan a placées en tête de ses œuvres précédemment publiées — 4 lettres de consolation, 57 lettres amoureuses, 5 lettres héroïques et 27 lettres mêlées.

## Présentation

### Publication

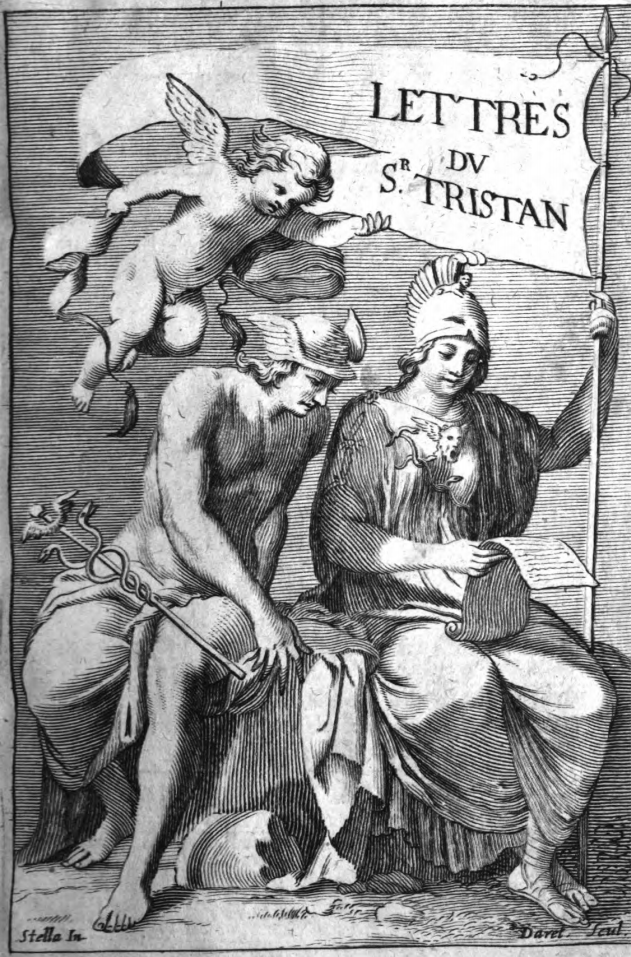
Frontispice de l'édition originale des Lettres mêlées.

Le recueil est publié en 1642, orné d'un frontispice de Jacques Stella, gravé par Pierre Daret.

### Dédicace
Les Lettres mêlées sont dédiées à Elisabeth de Choiseul-Praslin, fille de Charles de Choiseul, marquis de Praslin, maréchal de France, mariée en 1642 à Du Plessis-Guénégaud : « Ayant appris les fiançailles de cette dame qui lui avait déjà rendu de bons offices, Tristan lui offrit en cadeau de noces ce volume de lettres ».

## Composition
Le recueil est composé de « 7 épîtres dédicatoires (celles que Tristan a placées en tête de ses œuvres précédemment publiées), 4 lettres de consolation, 57 lettres amoureuses, 5 lettres héroïques et 27 lettres mêlées ».

## Postérité
L'ouvrage n'a pas connu de rééditions, du vivant de l'auteur. Sa valeur n'en est pas moins reconnue : dans Le parfait secrétaire, publié en 1646, Paul Jacob recommande les « exemples choisis de Monsieur Tristan ; c'est un auteur qui en a traité si excellemment que j'ai cru que sa lecture en serait plus agréable que toutes mes productions ».
En 1909, Adolphe van Bever cite sept lettres amoureuses dans ses Meilleures pages. En 1960, Amédée Carriat cite neuf lettres mêlées dans son Choix de pages. La première réédition intégrale des Lettres mêlées est celle de Catherine Grisé, publiée en 1972.

### Éditions modernes
- Catherine Grisé (introduction et notes), Lettres mêlées (texte original de 1642), Genève, Librairie Droz, coll. « Textes littéraires français » (no 193), 1972, XXXVIII-227 p.

#### Œuvres complètes
- Tristan L'Hermite et Jean Serroy (dir.), Œuvres complètes, tome I : Prose, Paris, Éditions Honoré Champion, coll. « Sources classiques » (no 20), 1999, 448 p. (ISBN 978-2-745-30154-3)

#### Anthologies
- Amédée Carriat (présentation et annotations), Tristan L'Hermite : Choix de pages, Limoges, Éditions Rougerie, 1960, 264 p.
- Adolphe van Bever (notice et appendices), Tristan L'Hermite, Paris, Mercure de France, coll. « Les plus belles pages », 1909, 320 p. (lire en ligne)

### Ouvrages généraux
- Paul Jacob, Le parfait secrétaire, ou La manière d'écrire et de répondre à toute sorte de lettres, Paris, Antoine de Sommaville, 1646, 420 p. (lire en ligne)

### Biographie
- Napoléon-Maurice Bernardin, Un Précurseur de Racine : Tristan L'Hermite, sieur du Solier (1601-1655), sa famille, sa vie, ses œuvres, Paris, Alphonse Picard, 1895, XI-632 p.

### Articles et analyses
- Cahiers Tristan L'Hermite, Questions de poétique, Limoges, Éditions Rougerie (no XIV), 1992, 78 p.
Catherine Grisé, L'art poétique de Tristan à travers les Lettres mêlées, p. 28–34